# We Are X
『We Are X』（ウィーアーエックス）は、2016年にイギリスで製作されたドキュメンタリー映画 。日本のハードロックバンドであるX JAPAN及びそのドラマー、ピアニスト、そしてリーダーのYOSHIKIに関するドキュメンタリーとなっている。 監督はスティーブン・キジャック。2016年1月23日のサンダンス映画祭にて初公開された。2017年12月13日に、Blu-rayとDVDで発売された。

## あらすじ
YOSHIKIの生い立ちから、2014年10月11日のマディソン・スクエア・ガーデンでの演奏に至るまでの中、バンドと彼の人生は悲劇の連続だった事が強調されている。
例えば、YOSHIKIが11歳の頃に父親は自殺し、YOSHIKIとは幼なじみでX JAPANをともに結成したToshlは自己啓発セミナーによって洗脳され、ギタリストであったHIDEは解散の約5ヶ月後に死去し、元ベーシストのTAIJIはX JAPANを脱退して18年振りにセッションしてから11ヶ月後に死去した。
しかしその後、ヨーロッパ・ツアー等を無事に終え、2014年にはロックの聖地「マディソン・スクエア・ガーデン」でライブを開催、X JAPANは悲劇と悲しみを乗り越えられることを証明した。

## キャスト
- YOSHIKI
- Toshl
- PATA
- HEATH
- SUGIZO
- HIDE
- TAIJI
- 林千恵子
- 津田直士
- ジーン・シモンズ
- マリリン・マンソン
- スタン・リー
- ウェス・ボーランド
- リチャード・フォータス
- ジョージ・マーティン

## プロダクション
2014年10月11日、X JAPANのマディソン・スクエア・ガーデンでのコンサートから撮影が始まった。ドキュメンタリーは2015年7月4日に発表された。YOSHIKIは当初映画化を渋っていたが、友人でもあるウィリアム・モリス・エンデバーのマーク・ガイガーの勧めにより了承した。監督のスティーブン・キジャックは、プロデューサーから製作依頼の電話を受けるまでX JAPANについて知らなかったが、バンドのキャッチコピー「PSYCHEDELIC VIOLENCE CRIME OF VISUAL SHOCK」に非常に興味を持った。
キジャックはニュー・ウェイヴの隆盛以降、13〜14歳の頃を最後にヘヴィメタルを聴いていなかったが、X JAPANを聴いてその音楽性に驚いた。さらに調査をしていく中で、キジャックが生まれて初めて買ったレコードであるキッスの『ラヴ・ガン』が、メンバーのYOSHIKIとToshlが初めて買ったレコードでもあったこと、キジャックがSUGIZOと初めて会った際の会話で、SUGIZOが英国のニュー・ウェイヴバンドであるジャパンのベーシスト、ミック・カーンの友人であったことを知り、また、X JAPANのメンバーもニュー・ウェイヴからの影響を受けていることなど、キジャック自身とX JAPANのメンバーとの共通項をいくつも発見した。
キジャックは、YOSHIKIが何十年もの間、自身の人生とX JAPANを記録した映像を残していたため、映画制作にあたっては制作チームが発掘した映像が数多く使われていると語った。この最たる例の一つが、キジャック自身が最も影響を受けた映画監督でもあるデヴィッド・リンチが演出した『Longing 〜切望の夜〜』のミュージックビデオの未発表映像である。
キジャックは、YOSHIKIは二重人格者で、彼の人生の中で悲劇的にも傷ついた人がいるとのインタビューを思い出した。 彼はこれを映画の副題にしてより一層映画のクォリティーを深くしていった。 彼は、最も難しいのはすべてのキャラクター、アルバム、ドラマ、そしてYOSHIKIのそれぞれのバランスをとることだと語った。
タイトルは、ライブで「X」の演奏の合間に、YOSHIKIやToshlが "We are ..."と叫び、聴衆が "X！"と応答する事に由来している。
複数の音楽ドキュメンタリーで知られるキジャックは、2015年2月に「この映画の製作が終わったら、私は音楽ドキュメンタリーをやめなければならないかもしれない。X JAPANの物語はあまりにもドラマチックでこの後、どう作ればいいかわからない」と言った。

## リリース
2016年サンダンス映画祭の一環として、1月23日にプロスペクタースクエアシアターで初演した。YOSHIKIと映画チームは事前にレッドカーペットに参加し、審査の後、Q＆Aパネルを開催した。また、その週にはユタ州パークシティでも公演された。そして、その他の映画祭でも公開された。
3月12日にロンドンのウェンブリー・アリーナで「世界初公開」を予定していた。 またX JAPANは、その日の会場で「X Day」と呼ばれるイベントを行う予定だった。しかし1月15日、PATAが体調不良で入院、2月3日には大腸憩室炎と門脈塞栓症を併発していることが発表され、翌2017年3月4日に落ち着いた。
2016年10月21日にロサンゼルスのNuart Theatreでプレミアされた。 YOSHIKIとスティーブン・キジャック監督は審査とQ＆Aのために出席した。

## 映画祭
サンダンス映画祭でのプレミアの前に、ローリングストーンはサンダンスで見たいと思っていた25の映画の1つとしてWe Are Xを挙げた。
サンダンス映画祭でWe Are Xは、特別編集審査員特別賞を受賞した。 また、South by Southwestのタイトルデザインで優秀賞を受賞した。 現在、放送映画批評家協会賞 ドキュメンタリー映画賞で「ベスト・ミュージック・ドキュメンタリー」にノミネートされている。 2016年12月13日、第89回アカデミー賞アカデミー賞最優秀オリジナルソング賞に、 エンディング・テーマ「La Venus」がノミネートされた。

## 補足
期間限定で、ANA国際線の大画面および個人用モニターなどでの上映が実施されている。（※公開期間は2018年1月31日まで。一部の機材のみ、2018年1月1日から2月28日までの上映となる。）

## その他
AERAのインタビューに対して、YOSHIKIは次のように答えている。